# Montpelier (landgoed)

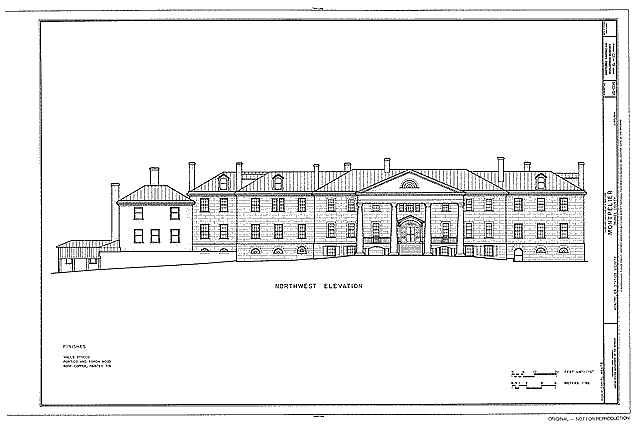
Schets van het huis van James Madison, Montpelier

Montpelier is het landgoed en huis van de 4e president van de Verenigde Staten, James Madison. Het landgoed beslaat ongeveer 1.100 hectare en ligt nabij Orange, Virginia.
Het landgoed kwam in 1723 in handen van de familie Madison. Kort na zijn geboorte in Port Conway werd ook James Madison, de latere president, woonachtig op het landgoed. Na de dood van zijn vader erfde Madison het landgoed in 1801 en na zijn twee termijnen als president trok hij zich hier terug en verbleef er tot zijn dood in 1836 waarna hij er in het familiegraf werd bijgezet. Zeven jaar later verkocht zijn weduwe, Dolley Madison, Montpelier.
In 1901 kwam Montpelier in handen van de Du Pont familie die het in 1983 overdroeg aan het National Trust for Historic Preservation die het landgoed thans beheert.